# Eta Aurigae
Eta Aurigae (η Aurigae / η Aur / 10 Aurigae) es una estrella en la constelación de Auriga de magnitud aparente +3,16. Recibe el nombre, poco utilizado, de Haedus II —en latín "cabrito II"—, ya que junto a Almaaz (ε Aurigae) y Azaleh (ζ Aurigae), forma un asterismo conocido como Los Cabritos. De estas tres estrellas, Eta Aurigae es la que más cerca se encuentra de la Tierra, a una distancia de 219 años luz.
Eta Aurigae es una estrella azul de tipo espectral B3V con una temperatura superficial de 16.600 K, algo inferior a la que cabría esperar por su tipo espectral. Su luminosidad —teniendo en cuenta la radiación emitida en el ultravioleta— equivale a 760 soles, siendo su radio 3,3 veces mayor que el radio solar. Su masa es aproximadamente 5,5 veces mayor que la del Sol, y con una edad de unos 45 millones de años, se halla a medio camino en su etapa como estrella de la secuencia principal.
Existen evidencias sin confirmar de variaciones espectrales a lo largo de un período de 24 horas, que de existir probablemente se originan en la atmósfera estelar. Se ha detectado un débil campo magnético, sólo unas pocas veces mayor que el campo magnético terrestre. Finalmente, Eta Aurigae forma parte de la llamada asociación Casiopea-Taurus, extensa asociación estelar de estrellas calientes de tipo O y B.